# LIGO Scientific Collaboration
Наукова колаборація LIGO (LIGO Scientific Collaboration, LSC) — міжнародна група фізичних інститутів і дослідницьких груп, яка займається пошуком гравітаційних хвиль.

## Історія
Наукова колаборація LIGO була заснована в 1997 році під керівництвом Беррі Беріша. Її місія полягає в організації досліджень, публікацій та іншої наукової діяльності. Колаборація включає вчених як з самої лабораторії LIGO, так і з інших афілійованих установ. Першим прес-секретарем колаборації Беріш призначив Райнера Вайса.
Члени наукової колаборації LIGO мають доступ до американських детекторів гравітаційних хвиль Advanced LIGO у Генфорді, штат Вашингтон, і в Лівінгстоні, штат Луїзіана, а також до детектора GEO600 у Сарстедті, Німеччина. Відповідно до угоди з Європейською гравітаційною обсерваторією, члени наукової колаборації LIGO також мають доступ до даних з детектора Virgo в Пізі, Італія. Хоча колаборації LIGO і Virgo є окремими організаціями, вони тісно співпрацюють і разом називаються LVC (LIGO-Virgo Collaboration). Команда обсерваторії KAGRA приєдналася до LIGO-Virgo, і об'єднана команда називається колектив LVK (LIGO-Virgo-KAGRA).
11 лютого 2016 року колаборації LIGO та Virgo оголосили, що їм вдалося здійснити перше пряме спостереження гравітаційної хвилі 14 вересня 2015 року.
У 2016 році Баріш отримав премію Енріко Фермі «за фундаментальний внесок у формування наукового співробітництва LIGO і LIGO-Virgo і за його роль у вирішенні складних технологічних і наукових проблем, розв'язання яких призвело до першого виявлення гравітаційних хвиль».

## Члени колаборації
Членство в LIGO Scientific Collaboration станом на листопад 2015 року детально описано в таблиці нижче. 
| Установа                                                | Країна          | Членів | Сайт |
| ------------------------------------------------------- | --------------- | ------ | --- |
| Абілінський християнський університет                   | США             | 2      | |
| Інститут Альберта Ейнштейна, Ганновер                   | Німеччина       | 79     | Binary Merger Observations and Numerical Relativity, Laser Interferometry and Gravitational Wave Astronomy [Архівовано 2018-10-28 у Wayback Machine.] |
| Інститут Альберта Ейнштейна, Потсдам-Гольм              | Німеччина       | 21     | Astrophysical and Cosmological Relativity [Архівовано 2018-08-20 у Wayback Machine.]                                                                  |
| Американський університет                               | США             | 4      | |
| Ендрюзький університет                                  | США             | 6      | Andrew University LIGO [Архівовано 2019-06-30 у Wayback Machine.]                                                                                     |
| Австралійський національний університет                 | Австралія       | 16     | Centre for Gravitational Physics [Архівовано 2015-09-06 у Wayback Machine.]                                                                           |
| Каліфорнійський технологічний інститут                  | США             | 93     | LIGO Lab, Caltech LIGO Astrophysics |
| Університет штату Каліфорнія, Фуллертон                 | США             | 15     | Gravitational Wave Physics and Astronomy Center |
| Канадський інститут теоретичної фізики                  | Канада          | 4      | Gravitational waves |
| Кардіффський університет                                | Велика Британія | 28     | Gravity Exploration Institute |
| Карлтон-коледж                                          | США             | 8      | |
| Університет Чарльза Старта                              | Австралія       | 1      | |
| Ченнайський математичний інститут                       | Індія           | 1      | |
| Коледж Вільяма і Мері                                   | США             | 3      | |
| Колумбійський університет                               | США             | 8      | |
| Аеронавігаційний університет Ембрі-Ріддл                | США             | 8      | |
| Будапештський університет                               | Угорщина        | 9      | Eötvös Gravity Research Group |
| Технологічний інститут Джорджії                         | США             | 20     | Center for Relativistic Astrophysics |
| Центр космічних польотів Ґоддарда                       | США             | 5      | |
| Генфордська обсерваторія                                | США             | 38     | LIGO Hanford |
| Ханьянський університет                                 | Південна Корея  | 1      | |
| Коледж Гобарта і Вільяма Смітів                         | США             | 4      | |
| Інститут прикладної фізики                              | Росія           | 8      | |
| ICTP-SAIFR                                              | Бразилія        | 1      | |
| ICTS-TIFR                                               | Індія           | 9      | |
| IISER-KOL                                               | Індія           | 3      | |
| IISER-TVM                                               | Індія           | 5      | |
| Індійський інститут технологій                          | Індія           | 3      | |
| INDIGO                                                  | Індія           | 59     | LIGO India |
| Національний інститут космічних досліджень              | Бразилія        | 6      | |
| Інститут дослідження плазми                             | Індія           | 10     | |
| Міжуніверситетський центр астрономії й астрофізики      | Індія           | 14     | |
| Кеньон-коледж                                           | США             | 9      | |
| Кінгс-коледж                                            | Велика Британія | 1      | |
| Корейський інститут наукової й технологічної інформації | Південна Корея  | 4      | |
| Ганноверський університет імені Лейбніца                | Німеччина       | 8      | |
| Лівінгстонська обсерваторія                             | США             | 35     | LIGO Livingston |
| Університет штату Луїзіана                              | США             | 16     | Experimental & Theoretical General Relativity [Архівовано 2015-11-15 у Wayback Machine.]                                                              |
| Массачусетський технологічний інститут                  | США             | 35     | MIT LIGO |
| Університет Монаша                                      | Австралія       | 9      | |
| Університет штату Монтана                               | США             | 3      | Gravitational Physics at MSU |
| Державний університет Монтклер                          | США             | 3      | |
| Московський державний університет                       | Росія           | 11     | |
| Національний інститут математичних наук                 | Південна Корея  | 4      | |
| Національний університет Цінхуа                         | Тайвань         | 3      | |
| Північно-Західний університет                           | США             | 16     | LIGO Scientific Collaboration |
| Університет штату Пенсильванія                          | США             | 7      | Penn State LIGO group [Архівовано 2020-02-23 у Wayback Machine.] Institute for Gravitation and the Cosmos                                             |
| Пусанський національний університет                     | Південна Корея  | 3      | |
| Рочестерський технологічний інститут                    | США             | 13     | Center for Computational Relativity and Gravitation                                                                                                   |
| Центр передових технологій Раджа Раманна                | Індія           | 9      | |
| Лабораторія Резерфорда — Еплтона                        | Велика Британія | 2      | STFC Advanced LIGO |
| Сеульський національний університет                     | Південна Корея  | 1      | |
| Державний університет Сонома                            | США             | 5      | |
| Південний університет                                   | США             | 1      | |
| Стенфордський університет                               | США             | 18     | Stanford LIGO Group |
| Свінбернський технологічний університет                 | Австралія       | 12     | ARC Centre of Excellence for Gravitational Wave Discovery                                                                                             |
| Сиракузький університет                                 | США             | 31     | Syracuse University Gravitational Wave Group |
| Техаський технологічний університет                     | США             | 8      | |
| Китайський університет Гонг-Конгу                       | Гонконг         | 12     | |
| Університет Мельбурна                                   | Австралія       | 3      | |
| Університет Шеффілда                                    | Велика Британія | 5      | |
| Інститут фундаментальних досліджень Тата                | Індія           | 5      | |
| Університет Трініті                                     | США             | 2      | |
| Університет Цінхуа                                      | КНР             | 5      | |
| Університет Алабами в Гантсвіллі                        | США             | 2      | |
| Університет Аделаїди                                    | Австралія       | 4      | Optics and Photonics Group |
| Бірмінгемський університет                              | Велика Британія | 29     | Gravitational Wave Group |
| Вільний університет Брюсселя                            | Бельгія         | 4      | Precision Mechatronics Laboratory |
| Кембриджський університет                               | Велика Британія | 6      | Gravitational waves |
| Чиказький університет                                   | США             | 4      | |
| Університет Флориди                                     | США             | 26     | LIGO at the University of Florida |
| Університет Глазго                                      | Велика Британія | 61     | Institute for Gravitational Research |
| Університет Гвадалахари                                 | Мексика         | 7      | |
| Гамбурзький університет                                 | Німеччина       | 6      | |
| Університет Меріленду                                   | США             | 7      | Gravitation Experiment Group |
| Університет Мічигану                                    | США             | 10     | Michigan Gravitational Wave Group |
| Університет Міннесоти                                   | США             | 5      | LIGO at Minnesota [Архівовано 2016-02-19 у Wayback Machine.]                                                                                          |
| Університет Міссісіпі                                   | США             | 10     | The LIGO Team at The University of Mississippi |
| Університет Орегону                                     | США             | 10     | |
| Університет Санніо                                      | Італія          | 10     | |
| Університет Сантьяго-де-Компостела                      | Іспанія         | 6      | |
| Саутгемптонський університет                            | Велика Британія | 2      | |
| Стратклайдський університет                             | Велика Британія | 3      | |
| Сегедський університет                                  | Угорщина        | 3      | |
| Університет Техасу, долина Ріо-Гранде                   | США             | 22     | Center for Gravitational Wave Astronomy |
| Токійський університет                                  | Японія          | 6      | Institute for Cosmic Ray Research, Gravitational Wave Group                                                                                           |
| Університет Балеарських островів                        | Іспанія         | 9      | Relativity and Gravitation Group |
| Університет Вашингтону                                  | США             | 2      | |
| Університет західної Шотландії                          | Велика Британія | 4      | |
| Університет Західної Австралії                          | Австралія       | 21     | |
| Університет Вісконсін-Мілуокі                           | США             | 27     | LIGO Scientific Collaboration Research Group [Архівовано 2016-02-15 у Wayback Machine.]                                                               |
| Інститут інформаційних наук                             | США             | 3      | |
| Університет штату Вашингтон                             | США             | 3      | |
| Університет Західної Вірджинії                          | США             | 4      | |
| Вітман-коледж                                           | США             | 3      | |